# 克里斯蒂山

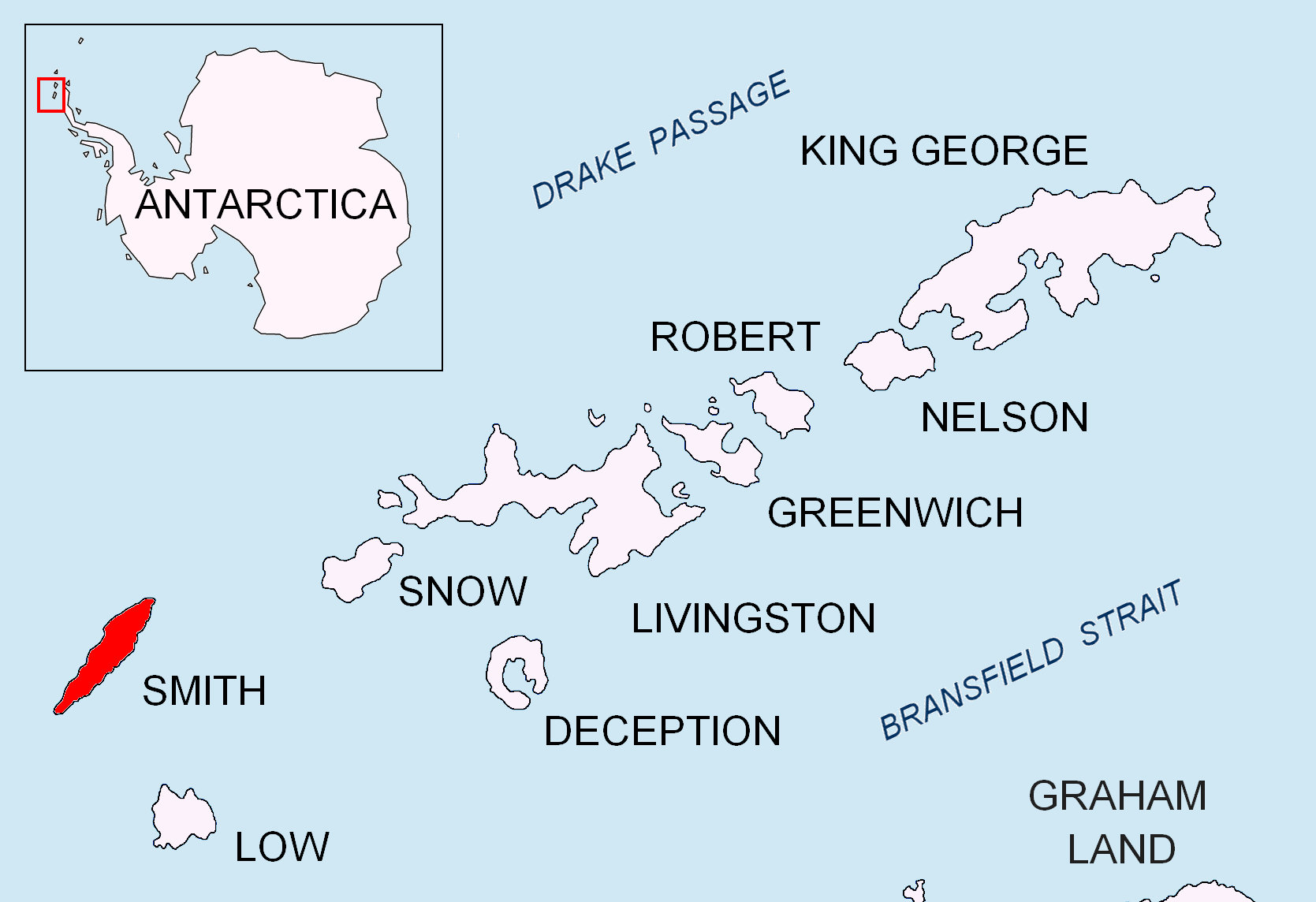

克里斯蒂山（英語：Mount Christi）是南極洲的山峰，位於南設得蘭群島的史密斯島，屬於伊梅昂山脈的一部分，處於皮斯加山東北面4.74公里、德良角西南面3.36公里和馬托奇納峰西南面3.22公里，海拔高度1,280米。

## 外部連結
- SCAR Composite Antarctic Gazetteer（页面存档备份，存于）.